# Iparla
L'Iparla est un sommet des Pyrénées au Pays basque, sur la frontière franco-espagnole culminant à 1 048 ou 1 049 m au-dessus de Bidarray, entre les Pyrénées-Atlantiques et la province de Navarre. C'est le premier sommet français de plus de 1 000 mètres en venant de l'océan Atlantique.

## Géographie

### Situation
Le sommet est frontalier entre la France et l'Espagne. Il est situé à cheval sur la commune de Saint-Étienne-de-Baïgorry et la municipalité navarraise de Baztan.

### Topographie
L'Iparla est le point culminant d'une ligne de crête frontalière entre la vallée inhabitée de l'Urrizate et la vallée de la Nive.

## Faune et flore

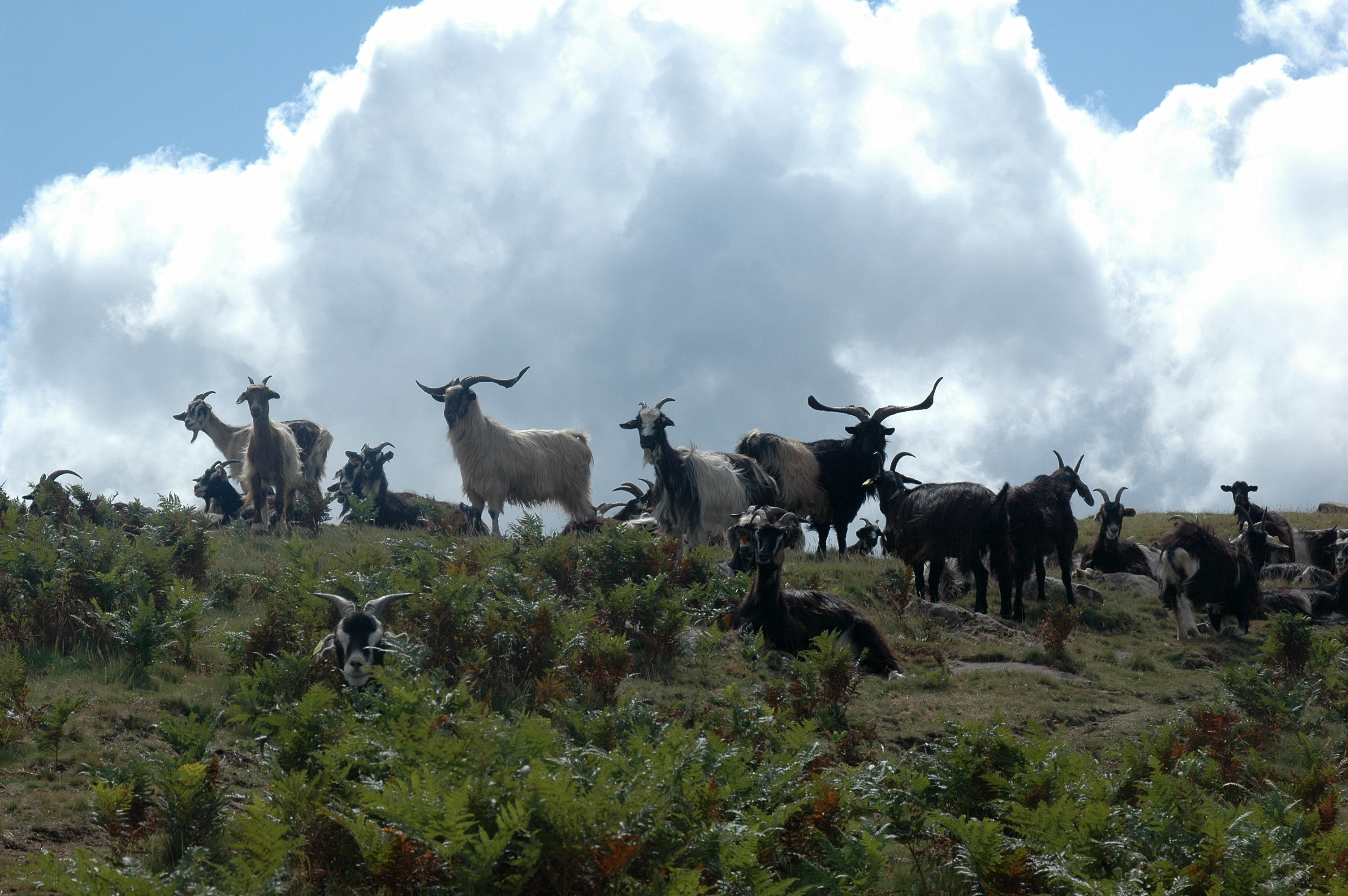
Chèvres sur les crêtes d'Iparla.

## Voies d'accès

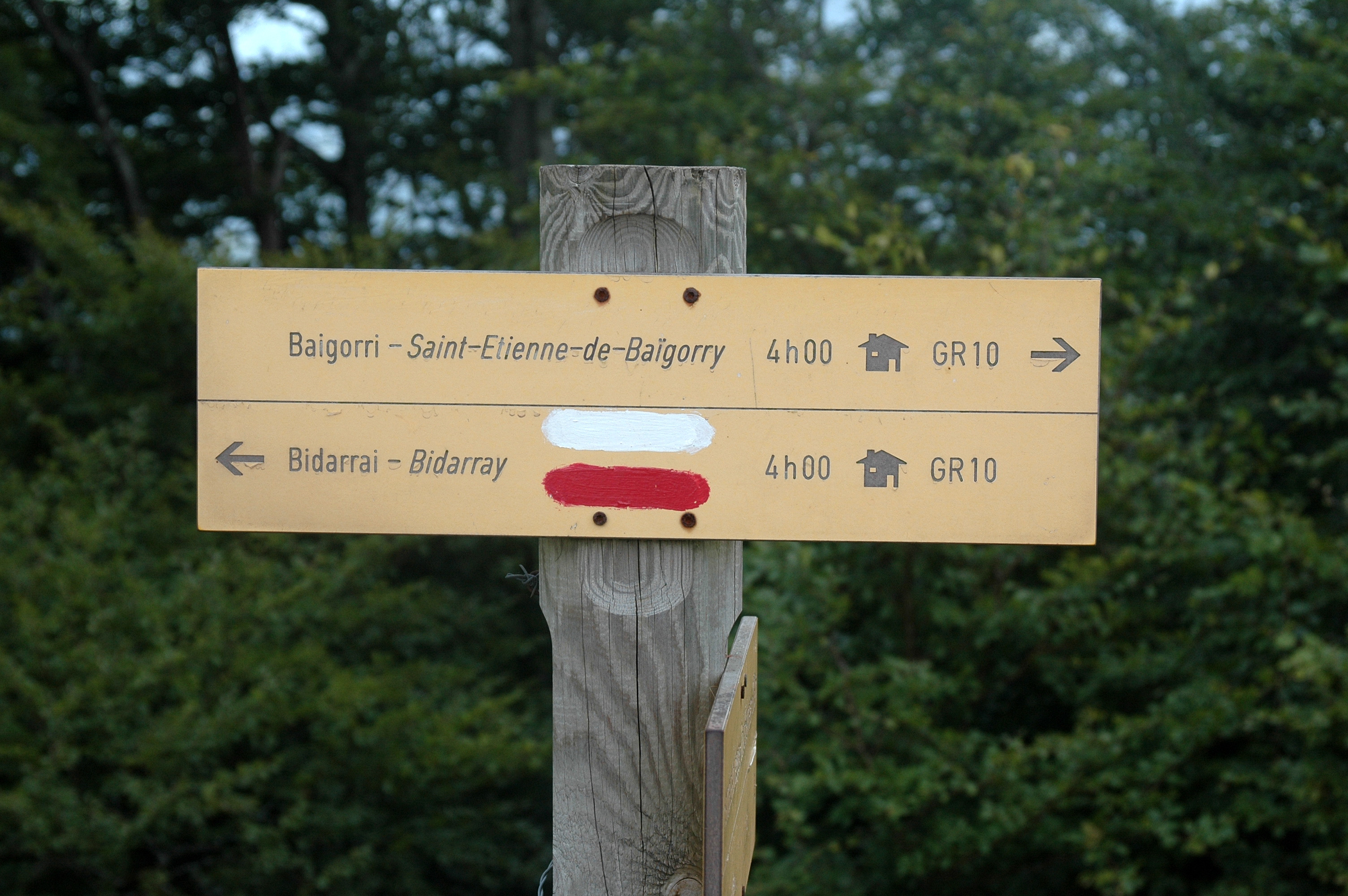
Saint-Étienne-de-Baïgorry, marque du GR 10 au col d'Harrieta (808 m).

On y accède par le GR 10 depuis Bidarray ou depuis Saint-Étienne-de-Baïgorry.